# Tanakpur
Tanakpur es una ciudad y municipio situada en el distrito de Champawat,  en el estado de Uttarakhand (India). Su población es de 17626 habitantes (2011). Se encuentra a orillas del río Sarda, junto a la frontera con Nepal.

## Demografía
Según el censo de 2011 la población de Tanakpur  era de 17626 habitantes, de los cuales 9245 eran hombres y 8381 eran mujeres. Tanakpur tiene una tasa media de alfabetización del 78,24%, superior a la media estatal del 78,82%: la alfabetización masculina es del 84,06%, y la alfabetización femenina del 71,84%.